# Eduard von Broizem
Eduard von Broizem (* 4. März 1798 in Heldrungen; † 25. Januar 1872 in Dresden) war ein deutscher Ministerialbeamter in Sachsen.

## Leben
Er entstammte der uradligen Familie Broizem. Als Sohn des Sächs. Geh. Kriegsrats Carl Friedrich v. Broizem besuchte er von 1810 bis 1815 die Fürstenschule Schulpforta. Er studierte von 1815 bis 1817 Rechtswissenschaft an der Universität Leipzig und war im Corps Lusatia Leipzig aktiv. Mit Friedrich Adolph Schilling veröffentlichte er 1819 eine rechtsgeschichtliche Arbeit in Latein. Er trat in die königlich-sächsische Verwaltung und war seit 1825 Amtshauptmann der Amtshauptmannschaft Freiberg. 1835 als Regierungsrat in Leipzig wurde er zum königlichen Regierungsbevollmächtigten bei der Universität bestellt, 1839 als Geheimer Finanzrat in das Finanzministerium nach Dresden berufen und 1844 zum Kreisdirektor in Leipzig ernannt. Erneut als Regierungsbevollmächtigter mit der staatlichen Überwachung der Universität betraut, griff er in die revolutionären Unruhen 1845 und in die Deutsche Revolution 1848/1849 sowie die folgenden Konflikte zwischen Staat und Universität ein. Seit 1854 war er Direktor der II. Abteilung vom sächsischen Finanzministerium in Dresden. Außerdem war er Regierungskommissar für die ausländischen Eisenbahnen in Sachsen, Präses der kgl. Prüfungskommission für die Theologen und Mitglied der Verwaltungs-Deputation der Universität Leipzig.

## Ehrungen
- 26. Ehrenbürger der Stadt Leipzig (1854), aus Anlass seiner Versetzung nach Dresden[7]
- Kgl. sächs. Geheimrat (1860)
- Zivilverdienstorden (Sachsen) II. Klasse
- Oldenburgischer Haus- und Verdienstorden des Herzogs Peter Friedrich Ludwig II. Klasse
- Russischer Orden der Heiligen Anna II. Klasse